# Eudelin
M. A. Eudelin war ein französischer Hersteller von Automobilen.

## Unternehmensgeschichte
Das Unternehmen aus Paris begann 1905 mit der Produktion von Automobilen. Der Markenname lautete Eudelin. Etwa 1908 endete die Produktion.

## Fahrzeuge
Das Modell 14/16 CV war mit einem Vierzylinder-Einbaumotor von Barriquand & Marre ausgestattet. Der Motor war vorne im Fahrzeug montiert und trieb über eine Kardanwelle die Hinterachse an. Das Getriebe stammte von Malicet & Blin. Auffällig war der runde Kühlergrill. 1908 folgte das Modell 8 CV. Der 25/30 CV verfügte über einen Boxermotor.